# Stan Smith

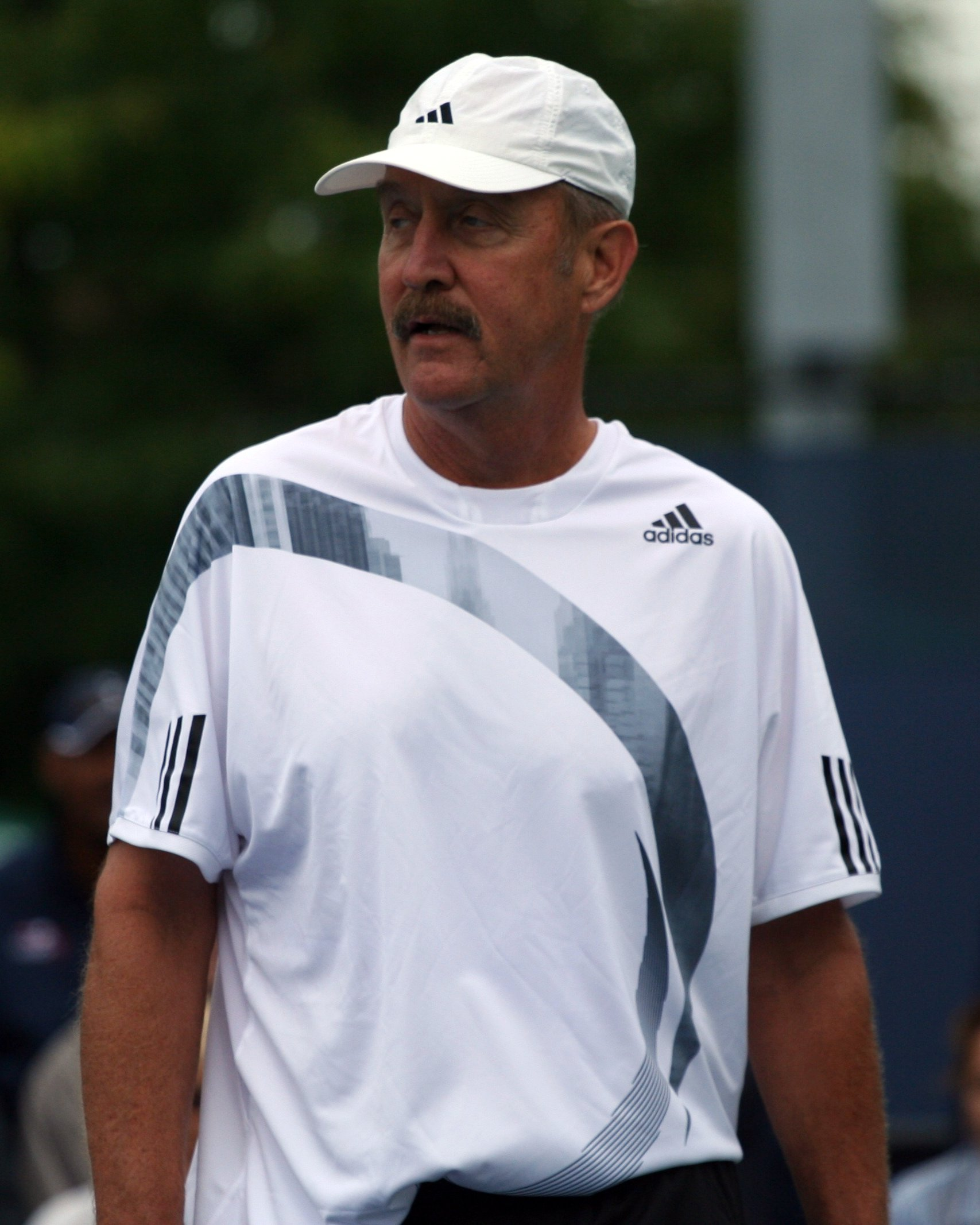
Stan Smith

Stan Smith, eg. Stanley Roger Smith, född 14 december 1946 i Pasadena, Kalifornien, är en amerikansk högerhänt tidigare professionell tennisspelare. Under 1970-talets sex första år var han en av världens tio bästa spelare och rankades 1972 som världsetta i singel. Han vann under karriären sju Grand Slam-titlar av vilka två i singel. Han har också gett namn till en populär tennissko, kallad adidas stan smith.
Stan Smith upptogs 1987 i International Tennis Hall of Fame.

## Tenniskarriären
Stan Smith vann under sin karriär som professionell WCT-spelare perioden 1968-84 35 singel- och 54 dubbeltitlar. Tillsammans med landsmannen Robert Lutz vann han 36 av sina dubbeltitlar, däribland fem i Grand Slam-turneringar, vilket gör paret till ett av de framgångsrikaste dubbelparen någonsin. 
Stan Smith väckte internationell uppmärksamhet första gången 1968 då han vann herrdubbeltiteln i US Open tillsammans med Lutz. Den 27 december 1968, i världsfinalen i Davis Cup, spelade Smith en framträdande roll den dubbelmatch som bidrog till att USA besegrade Australien och därmed vann cupen. Han tjänstgjorde sedan i amerikanska armén men fortsatte spela tennis. 
Säsongen 1971 nådde han första gången singelfinalen i Wimbledonmästerskapen.  Han förlorade den mot världsettan, australiern John Newcombe. På hösten samma år vann Smith US Open genom finalseger över den tjeckiske spelaren Jan Kodeš. Hans segersiffror blev 3-6, 6-3, 6-2, 7-6. Hans mest framgångsrika spelsäsong blev 1972, då han bland annat vann herrsingeltiteln i Wimbledonmästerskapen genom finalseger över den rumänske spelaren Ilie Năstase (4-6, 6-3, 6-3, 4-6, 7-5). Han vann även herrsingeln i Stockholm Open 1970 och 1972.
Smith deltog i det amerikanska Davis Cup-laget 1968-79 och 1981. Under den perioden vann laget cuptiteln åtta gånger. Det innebär att Smith var lika framgångsrik DC-spelare som tennisgiganten Bill Tilden på 1920-talet. Smith spelade totalt 42 matcher för laget, av vilka han vann 35.

## Spelaren och personen
Den tennisintresserade gänglige (närapå 190 cm lång) Stan Smith sökte 1964 jobb som bollpojke under ett Davis Cup-mästerskap, men fick nobben eftersom ledningen ansåg honom tafatt och att han på sätt kunde "störa" spelarna genom sitt klumpiga beteende. Den förolämpade bollpojken fick sin revansch fyra år senare och kom att bli en av USA:s framgångsrikaste tennisspelare någonsin. 
Stan Smith spelade tennis utan onödiga finesser. Han hade en "dundrande" serve, ett mycket effektivt volleyspel och spelade en utpräglad "krafttennis" som var mycket tröttande för motståndaren. Han är känd för sin goda fysik, stabila psyke och beslutsamhet att vinna.
Numera verkar Stan Smith bland annat som tennisinstruktör och delägare i turistorten Sea Pines Resort, Hilton Head Island i delstaten South Carolina, USA.

## Grand Slam-finaler, singel (3)

### Titlar (2)
| År   | Mästerskap            | Finalmotståndare | Setsiffror              |
| 1971 | US Open               | Jan Kodeš        | 3-6, 6-3, 6-2, 7-6      |
| 1972 | Wimbledonmästerskapen | Ilie Năstase     | 4-6, 6-3, 6-3, 4-6, 7-5 |

### Finalförluster (1)
| År   | Mästerskap            | Finalmotståndare | Setsiffror              |
| 1971 | Wimbledonmästerskapen | John Newcombe    | 6-3, 5-7, 2-6, 6-4, 6-4 |

## ÖvrigaGrand Slam-titlar
- Australiska öppna
  - Dubbel - 1970
- US Open
  - Dubbel - 1968, 1974, 1978, 1980